# Red Hot Romance
Red Hot Romance é um filme norte-americano de comédia muda de 1922, dirigido por Victor Fleming. Uma impressão fragmentária está conservada na Biblioteca do Congresso, Estados Unidos.

## Elenco
- Basil Sydney - Rowland Stone
- Henry Warwick - Lord Howe-Greene
- Frank Lalor - King Caramba XIII
- Carl Stockdale - General De Castanet
- Olive Valerie - Madame Puloff de Plotz
- Edward Connelly - Coronel Cassius Byrd
- May Collins - Anna Mae Byrd
- Roy Atwell - Jim Conwell
- Tom Wilson - Thomas Snow
- Lillian Leighton - Mammy
- Snitz Edwards - Signor Frijole

## Produção
O filme foi rodado sob o título Wife Insurance. Uma parte do roteiro sob o título de trabalho foi publicada no livro de Emerson e Loss, Breaking into the Movies (1921).